# Delírios dos Sul do Mundo em um Pub Irlandês: Ato I
Delírios dos Sul do Mundo em um Pub Irlandês: Ato I é um EP de Wander Wildner e do músico catarinense Gustavo Kaly, gravado em 2016 durante a passagem de Wander por Barcelona.

## Histórico
Delírios do Sul do Mundo em um Pub Irlandês é uma viagem ao universo da Poesia Low-fi. Ato inaugural de um projeto Faça você Mesmo dos cancioneiros Wander Wildner e Gustavo Kaly, Delírios é o primeiro de vários lançamentos que contarão narrativas através de pequenos conjuntos de poesia audiovisual. Uma série não linear, esporádica, caseira e desprendida de qualquer regra e estética.
Neste primeiro capítulo, a dupla lançou duas canções: Deixe Isso pra lá - uma releitura tupiniquim de If you leave it alone, de David Tattersall, da banda inglesa de The Wave Pictures e Pensando em Ratos - composição em parceria da dupla, baseado nos pensamentos do gato Bukowski em um jantar lisérgico tropical com o Maestro Arthur de Faria e o ator Bill Murray.
Emaranhados em Gambiarras Mal Ajustadas é um trecho da poesia Pensionato Punk Jazz, de Gustavo Kaly, narrada por Wander que serve de introdução ao Ato I. A parte visual de estreia, fica por conta do vídeo dessa faixa, fragmentos recortados do filme Enquanto Falávamos de Borboletas, de Gabriela Moon Steinhaus, com fotografia e edição de Aline Biz, gravado em um hospital psiquiátrico desativado em Porto Alegre.

## Lista de Faixas
| N.º            | Título                                      | Compositor(es)                        | Duração |  |
| 1.             | "Emaranhados em gambiarras mal ajustadas"   | Gustavo Kaly                          | 2:46    |  |
| 2.             | "Deixe isso pra lá" (If you leave it alone) | David Tattersall/Versão: Gustavo Kaly | 4:02    |  |
| 3.             | "Pensando em ratos"                         | Wander Wildner e Gustavo Kaly         | 5:03    |  |
| Duração total: | Duração total:                              | Duração total:                        | 11:51   |  |

## Ficha Técnica
- Gravado no Apartamento El Marquesado, Barcelona, Espanha
- Mixagem: Guilherme Almeida